# Raimondas
Raimondas ist ein litauischer männlicher Vorname (abgeleitet von Raimond). Die weibliche Form ist Raimonda.

## Namensträger
- Raimondas Bakšys, Jurist und Justizpolitiker, Vizeminister
- Raimondas Januševičius (* 1973), Politiker, Bürgermeister von Šakiai
- Raimondas Kuodis (* 1971), Wirtschaftswissenschaftler und Professor
- Raimondas Kurlianskis (* 1965),  Unternehmer
- Raimondas Paliulionis (* 1960), Schachschiedsrichter
- Raimondas Rumšas (* 1972), Radrennfahrer
- Raimondas Šukys (* 1966), Ombudsman, Jurist und Politiker
- Raimondas Valuckas (* 1959), litauischer Handballspieler
- Raimondas Vilčinskas (* 1977), litauischer Radrennfahrer

Zwischenname
- Rimvydas Raimondas Survila (* 1939), Zootechniker und Politiker